# Yuri Patrikéyev
Yuri Nikoláyevich Patrikéyev –en ruso, Юрий Николаевич Патрикеев; en armenio, Յուրի Պատրիկեև– (Kírovo-Chepetsk, 29 de septiembre de 1989) es un deportista armenio de origen ruso que compitió en lucha grecorromana. Hasta 2005 compitió bajo la bandera de Rusia.
Participó en dos Juegos Olímpicos de Verano, obteniendo una medalla de bronce en Pekín 2008, en la categoría de 120 kg, y el octavo lugar en Londres 2012.
Ganó 3 medallas en el Campeonato Mundial de Lucha entre los años 2002 y 2010, y 6 medallas en el Campeonato Europeo de Lucha entre los años 2002 y 2012.

## Palmarés internacional
| Representando a Rusia   |                       |                   |           |
| Campeonato Mundial      |                       |                   |           |
| Año                     | Lugar                 | Medalla           | Categoría |
| 2002                    | Moscú (Rusia)         | Medalla de bronce | 120 kg    |
| Campeonato Europeo      |                       |                   |           |
| Año                     | Lugar                 | Medalla           | Categoría |
| 2002                    | Seinäjoki (Finlandia) | Medalla de oro    | 120 kg    |
| 2004                    | Haparanda (Suecia)    | Medalla de oro    | 120 kg    |
| Representando a Armenia |                       |                   |           |
| Juegos Olímpicos        |                       |                   |           |
| Año                     | Lugar                 | Medalla           | Categoría |
| 2008                    | Pekín (China)         | Medalla de bronce | 120 kg    |
| Campeonato Mundial      |                       |                   |           |
| Año                     | Lugar                 | Medalla           | Categoría |
| 2007                    | Bakú (Azerbaiyán)     | Medalla de bronce | 120 kg    |
| 2010                    | Moscú (Rusia)         | Medalla de plata  | 120 kg    |
| Campeonato Europeo      |                       |                   |           |
| Año                     | Lugar                 | Medalla           | Categoría |
| 2008                    | Tampere (Finlandia)   | Medalla de oro    | 120 kg    |
| 2009                    | Vilna (Lituania)      | Medalla de oro    | 120 kg    |
| 2011                    | Dortmund (Alemania)   | Medalla de bronce | 120 kg    |
| 2012                    | Belgrado (Serbia)     | Medalla de bronce | 120 kg    |